# Benny Vigan Madsen
Benny Vigan Madsen (født 1964) er en dansk kunst- og portrætmaler og tegneserietegner.
Madsen er mest kendt for sin serie "Det Virtuelle Tæskehold", en række portrætter af kendte personer, som har været udsat for vold. I februar 2009 fremlagde han de første fem billeder i serien til Charlottenborg Forårsudstilling, hvor de ikke blev antaget.
Madsen har med serien skabt en pastiche over tidligere tiders kitschmalerier med grædende børn, som i hans udgave bl.a. bliver til danske folketingspolitikere med blå mærker, åbne sår, brækkede næser, friske syninger og lignende kvæstelser. Malerierne i den såkaldte Serie 1 dækker hele det politiske spektrum: Pia Kjærsgaard, Anders Fogh Rasmussen, Villy Søvndal, Helle Thorning-Schmidt og Naser Khader (som på daværende tidspunkt endnu ikke var medlem af Det Konservative Folkeparti). Tanken hermed var at skabe debat om beskuerens identificeringsgrad og holdning til vold ved at indbyde til at tænke over, hvorfor der som oftest opleves en umiddelbar stødende effekt af de billeder, der forestiller mennesker, beskueren identificerer sig med eller tilslutter sig, hvorimod portrætterne af (politiske) modstandere i reglen modtages med slet skjult skadefryd. Dermed trækker malerierne også en parallel til Muhammedtegningerne og den deraf følgende debat om f.eks. ytringsfrihedens begrænsninger.
Billederne blev efterfølgende kommenteret af to af de portrætterede, Villy Søvndal og Pia Kjærsgaard, som kaldte dem henholdsvis "stærke og udtryksfulde" og "smagløs fiduskunst".
I 2013 tilegnede Simone Aaberg Kærn sig idéen til serien "Ramt", da hendes tidligere forsøg på at skabe debat om Danmark som krigsførende nation via tegninger af sårede soldater ikke havde fået den opmærksomhed, hun ønskede sig. Efter at Uwe Max Jensen påpegede kopieringen i sin blog "Sort Sonofon", udførte Madsen yderligere to malerier i serien med Kærn og ham selv som motiv.